# Akanbe

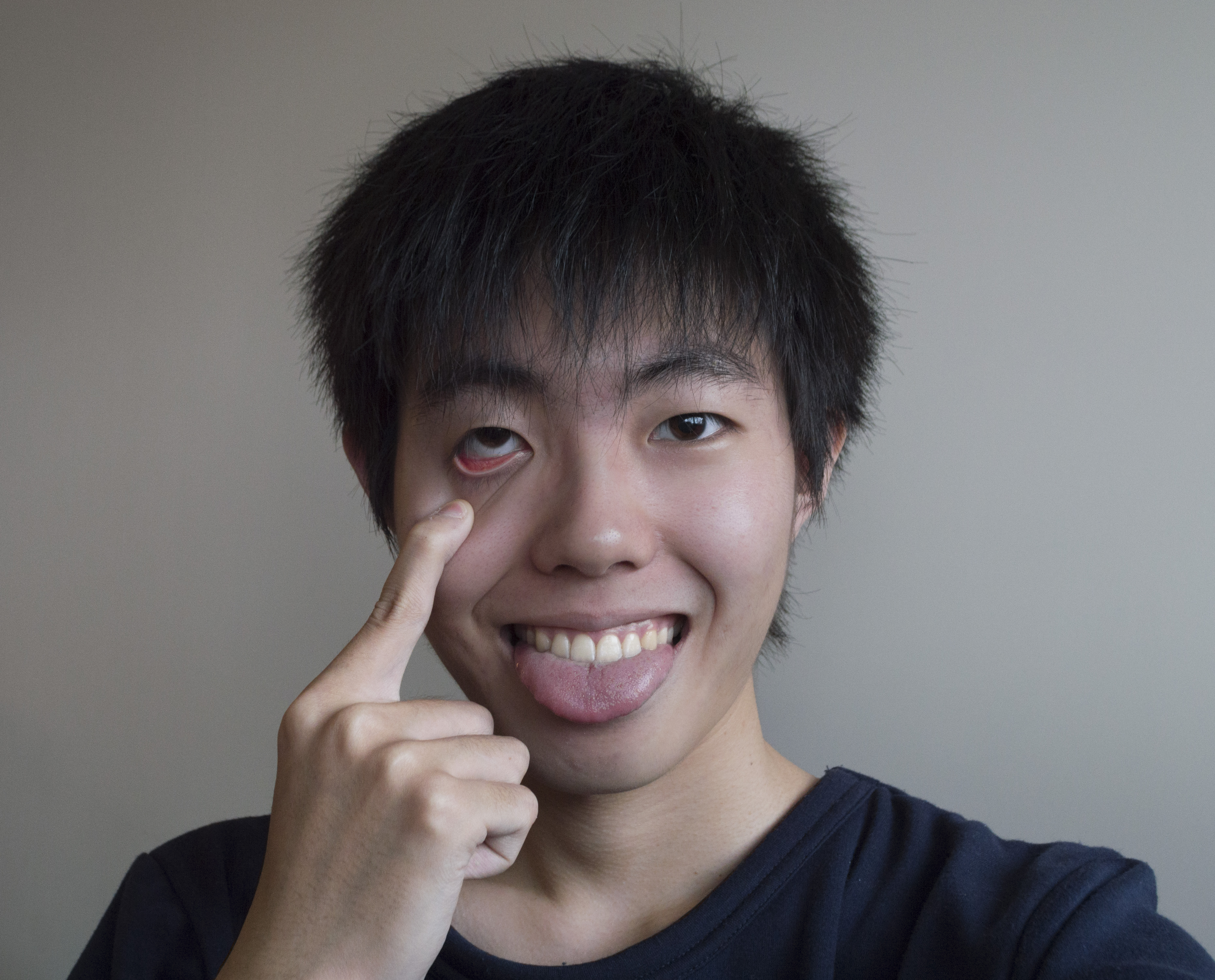
Gesto del Akanbe

Akanbe o ha anche scritto Akkanbee, è un gesto giapponese facciale noto anche in Francia come mon œil. Il gesto viene effettuato tirando la palpebra inferiore per esporre la parte inferiore rossastra dell'occhio, spesso accompagnato dalla esposizione anche della lingua., indica sarcasmo ma viene anche usato come provocazione. 
L'uso del termine fu citato per la prima volta dall'autore Katai Tayama, nel 1909 nel suo libro storico Inaka kyōshi, come un gesto utilizzato dagli studenti maschili. Etimologicamente deriva dal termine giapponese akai me, che significa "occhi rossi".